# Leila Lopes (Miss Universo)
Leila Luliana da Costa Vieira Lopes Umenyiora (Benguela, 26 de fevereiro de 1986) é uma rainha de beleza angolana, eleita e coroada como Miss Angola 2011 em Luanda, no dia 18 de dezembro de 2010. A 12 de setembro de 2011, foi coroada Miss Universo 2011 na cidade de São Paulo, Brasil.

## Biografia
Leila Lopes nasceu em Benguela, Angola. Sua mãe nasceu na mesma província e seu pai na do Cuanza Sul. Presentemente, encontra-se a estudar gestão de negócios, frequentando o segundo ano na University Campus Suffolk, em Ipswich, e tendo interrompido temporariamente os estudos até terminar o seu compromisso como Miss Angola/Universo, devido ao fato de a universidade não aceitar que efetuasse somente os testes ou pudesse estudar pela Internet.

## Miss Angola e Miss Universo
Leila Lopes, que tem 1,79 m de altura, competiu como uma das 21 finalistas do concurso de beleza do seu país, onde ganhou o prémio de Miss Fotogenia e o título de Miss Angola 2011, a 18 de dezembro de 2010. A 12 de setembro de 2011, foi eleita Miss Universo 2011 na cidade de São Paulo, Brasil, recebendo a coroa e a faixa da mexicana Ximena Navarrete, Miss Universo 2010.

## Reinado
Cumprindo suas obrigações de Miss Universo, em outubro de 2011 Leila viajou até países como Singapura e a Indonésia, onde participou na coroação da Miss Indonésia 2011, e em novembro fez uma visita triunfal ao seu país natal, onde desfilou pelas ruas entre o povo, foi recebida pelo presidente José Eduardo dos Santos e se reuniu com a família. Em relação ao título e ao seu país, declarou: "Ser Miss Universo é muito mais do que uma coroa e uma faixa. Para mim, é um orgulho e um compromisso pessoal de servir o meu país e todas as mulheres como embaixadora no mundo".

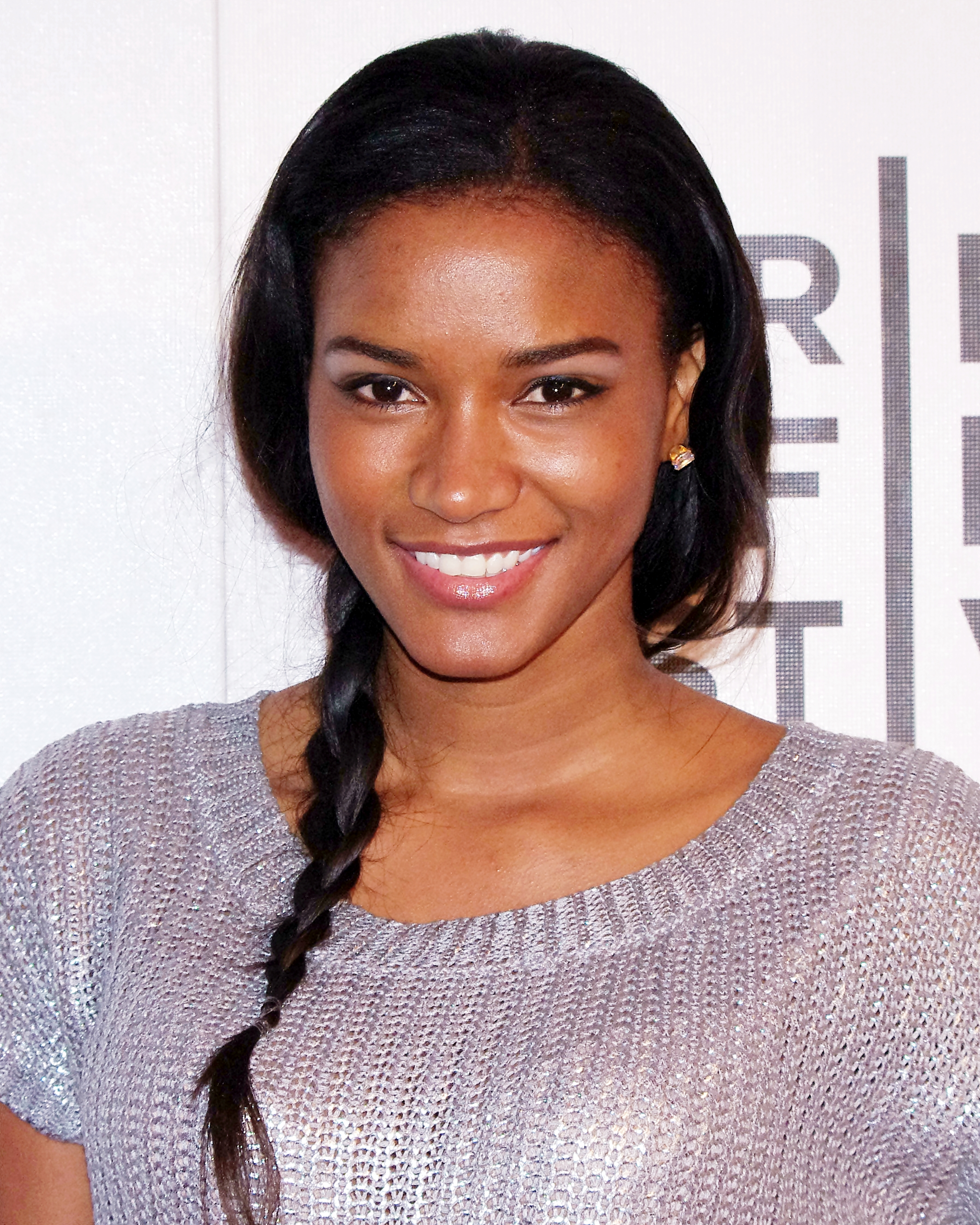
Leila no Festival de Cinema de Tribeca em 2012

Em fevereiro de 2012, Leila visitou a África do Sul, onde contactou e prestou solidariedade à instituição de caridade e amparo a crianças carecidas Thuthuzela Orphanage, mantida pela Miss África do Sul 2011, Melinda Bam. Na República Dominicana, em abril, visitou a Operation Smile, uma instituição norte-americana sem fins lucrativos dedicada a tratar de crianças pobres com malformações congénitas, como o lábio leporino, e participou na coroação da Miss República Dominicana 2012, Carola Durán, pouco depois destronada por confessar já ter sido casada.
Em junho de 2012, Leila esteve no Rio de Janeiro, participando na Conferência das Nações Unidas sobre Desenvolvimento Sustentável, a Rio+20, na qualidade de Embaixadora da Convenção das Nações Unidas para o Combate à Desertificação (UNCCD). Ainda no Brasil, visitou o estado do Ceará, no nordeste do país, para conhecer as regiões atingidas pela seca.

## Controvérsias

### Acusação de falsificação de documentos e suborno
Leila Lopes afirma ser estudante de gestão de negócios no Reino Unido, onde em 8 de outubro de 2010 foi coroada Miss Angola/Reino Unido . O representante oficial da comunidade angolana no Reino Unido para o concurso Miss Angola 2011 insurgiu-se contra essa afirmação, dizendo que é falsa e que se supõe que o promotor do evento tenha «transferido» Leila para o Reino Unido apenas para que ela pudesse participar nas eleições, uma vez que o regulamento do concurso exige que as candidatas residam neste país. Estas alegações têm sido criticadas pela comunidade angolana residente.
A confirmar a polémica, a 17 de setembro de 2011 surgem notícias de que Leila Lopes pode perder a coroa de Miss Universo 2011 por ter beneficiado com a falsificação de um atestado de residência em Inglaterra. Este concurso só admite participantes de origem angolana que vivam no Reino Unido e, à altura, Leila Lopes vivia ainda em Angola. Só após o concurso terá ido estudar administração de empresas nas ilhas britânicas. Alegadamente, o documento teria sido falsificado por Charles Mukano, um promotor de eventos que organiza o Miss Angola, o Miss Angola/Portugal e o Miss Angola/Reino Unido.

### Reações negativas
Assim que Leila Lopes foi eleita Miss Universo 2011, circularam reações racistas pela Internet. Em textos escritos tanto em inglês como em português, houve internautas que fizeram comparações depreciativas, chamando-a de «macaca» e «repulsiva» ou dizendo que «só falta Hollywood chamar a vencedora para fazer o papel de filha do King Kong», entre comentários similares.
Entre as colegas concorrentes, surgiu outro tipo de reações depreciativas, como no caso da Miss França, Laury Thilleman, que, numa entrevista à revista francesa online Première.net, declarou:
| “ | Era a única concorrente que eu não conhecia muito bem. Não a víamos muito, era muito discreta. Aparecia muitas vezes de jeans e sem maquiagem. Ficamos todas surpreendidas com a sua vitória. Muitas concorrentes fizeram imensos esforços, que não foram recompensados. Não sei, falta qualquer coisa ao seu temperamento. O fato de a competição ter sido realizada no Brasil teve de certeza alguma importância no resultado (tal como o Brasil, Angola é uma antiga colônia de Portugal). | ” |

Num comentário a esta resposta, Michele Langevine Leiby pergunta no Washington Post: «Se tiver sido esse o caso, por que não foi então eleita a Miss Brasil?».

## Vida pessoal
Leila ficou noiva em fevereiro de 2013 com Osi Umenyiorado, ex-jogador dos New York Giants. Eles se casaram em 30 de maio de 2015 e têm dois filhos juntos.
Em outubro de 2023, ela começou a praticar jiu-jitsu brasileiro com Renata Marinho e Fábio Gurgel.

Ela participou como jurada do Miss Universo 2023.